# Kecamatan Peunaron
Kecamatan Peunaron (indonesiska: Peunaron) är ett distrikt i Indonesien.   Det ligger i provinsen Aceh, i den västra delen av landet, 1 600 km nordväst om huvudstaden Jakarta.